# 張東周 (男演員)
張東周（韓語：장동주，1994年10月25日—），韓國男演員。大學三年級時演出tvN電視劇《犯罪心理》開始出現在螢光幕前，此前也有演出獨立電影及舞台劇經歷，在2018年3月與JYP娛樂簽約，成為旗下男演員。

## 影視作品

### 電視劇
| 年份   | 電視台  | 劇名                        | 角色   | 備註        |
| 2017年 | KBS2    | 《學校2017》                | 申俊奎 |             |
| 2017年 | tvN     | 《犯罪心理》                | 朴在民 | 客串第1~2集 |
| 2017年 | KBS2    | 《Drama Special－不良家庭》 | 崔恩樹 | 獨幕劇      |
| 2018年 | SBS     | 《福秀回來了》              | 李彩民 |             |
| 2019年 | MBN     | 《人生補時：最後的機會》    | 周同夏 | [ 5 ]       |
| 2019年 | OCN     | 《臨時制先生》              | 金翰洙 | [ 6 ]       |
| 2021年 | SBS     | 《成為你的夜晚》            | 徐宇延 | [ 7 ]       |
| 2025年 | Netflix | 《槍口彼端》                | 張正宇 |             |
| 2026年 | SBS     | 《雖然從今天開始是人類》    | 玄宇碩 | [ 8 ]       |

### 網路劇
| 年份   | 播出平台     | 劇名                                 | 角色   | 備註   |
| 2018年 | Playlist     | 《Beauty Editor們》                  |        | [ 9 ]  |
| 2018年 | tvN D        | 《Lemon Car Video》第2季             |        | [ 10 ] |
| 2019年 | MBC Dramanet | 《戀愛值得等待－我的愛，蔚山大孩子》 | 朴慶碩 | [ 11 ] |
| 2021年 | MBC Dramanet | 《1點11分，走向你的時間》            | 李東赫 | [ 12 ] |

### 電影
| 年份   | 劇名                 | 角色   | 備註   |
| 2018年 | 《無法阻擋的冰壺部》 | 必九   | [ 13 ] |
| 2020年 | 《》                 | 奉恩昊 | [ 14 ] |
| 2023年 | 《》                 | 煥周   |        |
| 2024年 | 《》                 | 李成彬 | [ 15 ] |

### MV
| 年份   | 歌手 | 曲目     | 備註 |
| 2018年 | DAY6 | Shoot Me |      |

## 外部連結
- 張東周的Instagram帳戶
- 張東周在NAVER上的资料
- 張東周在Daum上的资料
- 張東周在韩国电影数据库（KMDb）上的資料（韓語）
- 張東周在HanCinema的頁面（英文）（英文）
- JYP ACTORS